# 西武701系電車
西武701系電車（せいぶ701けいでんしゃ）は、1963年（昭和38年）から1967年（昭和42年）にかけて新製された西武鉄道の通勤形電車である。
本項では、1968年（昭和43年）に新製された、701系の増備形式と位置付けられる801系電車、ならびに701系の一部を改造して1981年（昭和56年）に登場した新501系電車についても記述する。
本項における編成単位の記述に際しては、各編成の飯能・西武新宿寄り電動車の車両番号（以下「車番」）をもって編成呼称とする（例：701編成・801編成）とともに、車番末尾が奇数の車両は「奇数車」・偶数の車両は「偶数車」と記述する。
なお、「X01系」などのような末尾が1となる西武独特の系列名、また3桁の形式は2018年登場の001系を除いて新501系が最後となっている。

## 概要
701系は、西武鉄道（以下「西武」）初のカルダン駆動車として1963年（昭和38年）5月から同年9月にかけて新製された601系電車に続いて、同年12月より新製が開始された。外観は吊り掛け駆動車の551系電車と同一の車体を採用した601系に対して、701系においては車体埋込型の大型行先表示器を採用し、左右腰部に2灯設置された前照灯の周囲にステンレス製の化粧板（飾り板）を配するなど、目新しさを打ち出したデザインが採用された。一方で主要機器の仕様は601系を踏襲し、制御車の台車については601系同様に日本国有鉄道（国鉄）払い下げ品の省形釣り合い梁式台車の改造品であるTR11Aを採用、制動装置は発電制動を持たない自動空気ブレーキ仕様、低圧電源は直流100V仕様と、経済性ならびに従来車との併結を考慮した結果、701系の新製当時において他の鉄道事業者が新製したいわゆる「高性能車」各形式と比較すると、主要機器の仕様は若干見劣りするものであった。701系は言わば旧性能の在来車から完全な高性能車への過渡期の車両であるともいえる。
701系は1967年（昭和42年）7月までに4両編成48本の計192両が新製され、翌1968年（昭和43年）1月より801系の新製に移行した。車体外観・主要機器の仕様とも概ね701系を踏襲したが、車体側面の雨樋が上方に移設されて張り上げ屋根風の見付となったことに加え、制御車の台車が空気ばね台車に変更され、また低圧電源が新製当初より交流仕様に改良された点が異なる。801系は同年1月と3月の二度にわたって増備され、4両編成5本の計20両が新製された。なお、701系・801系は全車とも西武所沢車両工場において製造された。
|       | 形式                  | 車番        | 合計両数 | 合計両数 |
| 701系 | クハ1701形 （制御車） | 1701 - 1796 | 96両     | 192両    |
| 701系 | モハ701形 （電動車）  | 701 - 796   | 96両     | 192両    |
| 801系 | クハ1801形 （制御車） | 1801 - 1810 | 10両     | 20両     |
| 801系 | モハ801形 （電動車）  | 801 - 810   | 10両     | 20両     |

701系については1969年（昭和44年）以降、制御車の台車を空気ばね台車に換装するとともに、一部編成を対象に低圧電源の交流化が実施されたのち、701系・801系とも1975年（昭和50年）から1982年（昭和57年）にかけて冷房装置を新設する改造が施工され、同時に空気制動の電磁直通ブレーキ (HSC) 化を実施し体質改善が図られたが、電気ブレーキは装備されなかった。冷房化改造途上においては701系の一部編成について6両編成化が実施されたが、編成組み換えに伴って自編成の中間電動車を他編成へ供出し余剰となった制御車クハ1701形6両について、101系電車と同一の主要機器を用いて電動車化改造を施工の上で2両編成3本に再編し、新501系と別系列に区分した。また、元来701系・801系の増結用車両として新製された吊り掛け駆動車411系電車についても冷房化改造のほかカルダン駆動化改造が施工されて401系電車（2代）と改称、701系・801系ならびに増結用車両の401系（2代）・新501系の各系列、通称「701系列」は主に新宿線系統における主力車両として、1997年（平成9年）まで運用された。

## 車体
構体は601系に準じた全金属製構造で、台車中心間隔（ボギーセンター間隔）は13,600mmと601系と同一であるが、701系・801系においては台枠を枕梁中心より外方に前後各2.5mmずつ延長し、先頭車・中間車とも車体長19,505mmとされた。一方で連結面間隔については前後各2.5mmずつ縮小したことから、全長は20,000mmで変化はない。
前面形状は非貫通構造の2枚窓構成で、501系電車（初代）より採用された「湘南型」デザインを踏襲しているが、701系においては従来前照灯設置箇所であった前面幕板中央部に行先表示器を新設し、行先表示器の左右には後部標識灯および通過標識灯を単一のケースに収めたものを設置、前照灯は白熱灯 (100W) タイプのものを前面腰部に左右1灯ずつ設置し、前照灯の周囲にはステンレス製の飾り板を配するなど、大幅な設計変更が加えられた。701系において確立されたこのデザインは801系にも受け継がれたほか、1976年（昭和51年）に新製された旧101系最終増備グループまで計232両にわたって踏襲された。なお、前照灯については701系749編成より照度を高めたシールドビーム (150W) 仕様に改良されたほか、落成当初より前面腰板部の鋼板を厚板化し前面強化が実施された。また、701系の一部編成については落成当初行先表示幕に種別および行先を併記したタイプが採用されたが、後年他編成と同様に行先のみを単独表示する幕へ交換が行われた。
側面形状は従来車同様に3扉構造ながら、451系電車以降601系まで採用された側窓2枚を1組としてユニット窓風の見付とした構造を改め、各々の側窓が独立した構造に変更された。窓部の設計変更に伴って各部寸法も変更され、側窓幅は800mmで変化はないものの、扉間寸法は5,150mm（601系は4,970mm）、車端部寸法は2,652.5mm（同2,830mm）とされた。客用扉は1,300mm幅の両開扉で、551系において採用された、扉窓を金属枠固定支持方式としたアルミ合金製のハニカム構造の扉を701系・801系とも装備する。窓配置は先頭車がd1(1)D(1)4(1)D(1)4(1)D(1)2（d：乗務員扉、D：客用扉、数値は側窓の枚数、カッコ内は戸袋窓）、中間車が2(1)D(1)4(1)D(1)4(1)D(1)2である。側面乗務員扉脇の手すりについては、701系クハ1701 - 1748 においては従来車同様に露出形状とし、車体全幅は2,930mmであったが、クハ1749以降においては埋込形状に設計変更され、全幅も2,865mmに縮小された。また、雨樋位置については701系が従来車と同様に側面幕板部に設置したのに対し、801系においては自動洗車機導入に伴って清掃効率向上のため雨樋位置が上方に移設され、張り上げ屋根風の見付に変化した。
車体塗装は701系・801系とも従来車と同様にディープラズベリーとトニーベージュの二色塗りのいわゆる「赤電」塗装を採用したが、両系列においては前面にステンレス製の飾り板を設置した関係で、前面腰板部の塗り分け形状が従来車とは異なる。
車内照明は蛍光灯式で、直流電源の701系はDC20W仕様の蛍光灯を1両当たり22本（先頭車）もしくは24本（中間車）、交流電源の801系はAC40W仕様の蛍光灯を1両当たり14本（先頭車）もしくは16本（中間車）それぞれ装備する。車内送風機は扇風機を採用、先頭車に7台・中間車に8台それぞれ装備し、扇風機の直上には中間電動車のパンタグラフ搭載位置を除いてグローブ形ベンチレーターを搭載する。

## 主要機器
前述のように、701系・801系とも601系の仕様を踏襲し、両系列における主要機器の差異は、制御車の装着する台車など一部を除いて存在しない。中間電動車は2両を1ユニットとし、奇数車に電動発電機 (MG) ・電動空気圧縮機 (CP) などの補助機器を、偶数車に制御装置・抵抗器などの走行関連機器をそれぞれ分散して搭載する。
一方、新501系については701系・801系との併結運転を念頭としながらも主要機器やその配置は101系を踏襲しており、性能も101系に近いものとなっている。奇数車・偶数車の機器配置が701系・801系とは逆転し、奇数車に制御装置・抵抗器などの走行関連機器を、偶数車に電動発電機・電動空気圧縮機などの補助機器を搭載する。
また、以下の主要機器については特筆なき限り日立製作所製の製品である。

### 制御装置
701系・801系は電動カム軸式の抵抗制御・直並列組合せ制御MMC-HT-20Aを採用、モハ701形・モハ801形の偶数車に搭載する。同制御装置は電動車2両分・計8基の主電動機を、4基直列繋ぎの2群として直並列制御を行う1C8M制御仕様である。制御段数は起動1段・直列10段・並列7段・弱め界磁5段の力行制御のみで、前述の通り発電制動機能は持たない。
新501系は同じく電動カム軸式制御装置ながら、101系列において採用されたMMC-HTB-20E制御装置より抑速制動機能をカットしたMMC-HTB-20E3を採用、クモハ501形奇数車に搭載する。制御段数は起動1段・直列12段・並列13段・弱め界磁5段の力行制御に加えて発電制動機能を備える。

### 主電動機
701系・801系は直流直巻電動機HS-836-Frbを採用し、電動車1両当たり4基搭載する。定格出力は120kW（端子電圧375V時）、駆動方式は撓み板継ぎ手式中空軸平行カルダン、歯車比は5.60 (84:15) である。
新501系は101系列と同一の直流直巻電動機HS-836-Nrb、もしくは東洋電機製造製のTDK-8010Aを採用し、電動車1両当たり4基搭載する。両者は製造メーカーこそ異なるものの性能特性は同一であり、定格出力は150kW（端子電圧375V時）、駆動方式は撓み板継ぎ手式中空軸平行カルダン、歯車比は5.73 (86:15) である。

### 台車

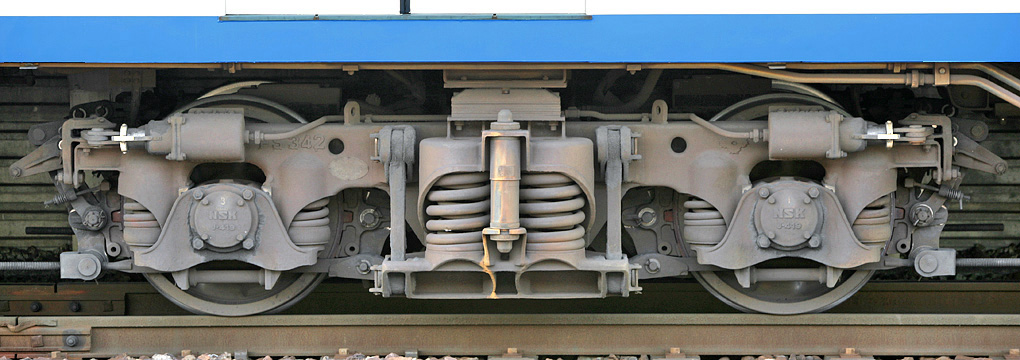
電動車が装着するFS342台車
（伊豆箱根鉄道譲渡車・2008年4月）

電動車の台車については、701系・801系とも601系同様に国鉄DT21台車と同等品である住友金属工業製ウィングばね式金属ばね台車FS342（固定軸間距離2,100mm）を装着する。
制御車の台車については、701系は前述の通り国鉄払い下げ品である省形釣り合い梁式台車改造のTR11Aを装着した。701系への装着に際しては601系同様、単なる中古品流用ではなく、原形では板材組み合わせによって構成された軸箱守（ペデスタル）部を強度の高い一体鋳鋼製部品に置き換え、軸受部をコロ軸受（ローラーベアリング）化するなど改修を施工した上で転用された。
801系の制御車については、枕ばねを空気ばねとした住友金属工業FS067（固定軸間距離2,100mm）を新製し装着した。同台車は101系において採用されたFS372・FS072台車に先行して新製された軸ばね式台車であるが、将来的な旧型台車との交換による他形式への装着を考慮して、枕ばねを車体直結（ダイレクトマウント）構造とせず、車体と枕ばねの間に枕梁（上揺れ枕）を設けたインダイレクトマウント式とした点が特徴であった。
新501系は101系列同様にダイレクトマウント式空気ばね台車のFS372（固定軸間距離2,200mm）を装着する。

### 制動装置
701系は、601系と同一のA動作弁による自動空気ブレーキに電磁給排弁を付加して制動応答性の向上と在来車との互換性の両立を図ったAMAE (ACAE) 電磁自動空気ブレーキを、801系はさらに中継弁 (Relay valve) を追加して制動力の増圧を図ったAMA-RE (ACA-RE) 電磁自動空気ブレーキをそれぞれ採用した。両系列は旧型車との併結運用を行う都合上発電制動を持たず、常用制動・非常制動とも空気制動のみとされたが、制輪子（ブレーキシュー）を従来の鋳鉄製から合成樹脂（レジン）製のものに改良し、所要の制動能力を確保した。
新501系については101系列同様に応荷重装置付・発電制動併用電磁直通ブレーキ (HSC-D) を採用した。

### 集電装置
当時の西武における標準機種である、工進精工所製の菱形パンタグラフKP-62Aを採用し、モハ701形・モハ801形偶数車の池袋・本川越寄りに各1基、クモハ501形奇数車に2基、それぞれ搭載した。

### 補助機器類
電動発電機 (MG) は、701系が直流出力仕様の国鉄制式電動発電機MH77-DM43（定格出力3kW）を1両当たり2基、801系が交流出力仕様のMG-534-Mrb（定格出力12kVA）を1両当たり1基、モハ701形・モハ801形の奇数車に搭載する。新501系については竣功当初より冷房装置を搭載したことから、大容量のHG-584lr（定格出力110kVA）を1両当たり1基、クモハ501形偶数車に搭載する。
電動空気圧縮機 (CP) は、701系・801系・新501系いずれもMH16B-AK3（通称「AK3」、定格吐出量990L/min）を採用、モハ701形・モハ801形の奇数車に1両当たり2基、クモハ501形偶数車に1両当たり1基それぞれ搭載する。

## 導入後の変遷
前述のように701系の制御車クハ1701形はTR11A台車を装着して落成したが、同台車は701系への装着に際して改修が実施されたとはいえ、枕ばねを重ね板ばねとした釣り合い梁式台車という旧弊な設計は原形のままであり、電動車モハ701形と比較して乗り心地が劣ったことから、1969年（昭和44年）以降、当時最新のダイレクトマウント式空気ばね台車であるFS072への交換が順次実施された。また翌1970年（昭和45年）以降、落成当初前面強化対策が未施工であったクハ1701 - 1748に対して、前面腰板部の厚板化による補強工事が施工された。さらに一部編成については、電動発電機 (MG) を801系と同一のMG-534-Mrbに換装し、低圧電源の交流化が実施されたが、こちらは全編成には普及せず、後述冷房化改造まで低圧電源が直流仕様のままであった編成も存在した。
その他、747編成は101系新製に先立つ1968年（昭和43年）9月から翌1969年（昭和44年）2月までの期間、同系列に採用された車体塗色の試験塗装が実施され、レモンイエローとウォームグレーの2色塗装に変更された。同編成においては101系とは異なり客用扉部分も車体と同色に塗り分けられたため、若干印象が異なる外観を呈した。
801系については冷房化改造以前における主だった改造は実施されず、ほぼ原形を保ったまま運用されたが、1973年（昭和48年）以降、軽量構造が災いして走行中の振動が著しかったアルミハニカム構造の客用扉について、101系同様の扉窓固定支持をHゴム方式としたステンレス無塗装扉に順次交換された。

### 冷房化改造
1969年（昭和44年）より新製が開始された西武初の本格的高性能車である101系は池袋線系統へ集中的に投入され、1972年（昭和47年）には試作冷房車編成も登場した。一方で新宿線系統については非冷房・吊り掛け駆動の従来車が多くを占め、池袋線系統と比較して質的に見劣りするようになったことから、701系・801系の両系列について冷房化改造ならびに制動装置の電磁直通ブレーキ (HSC) 化・応荷重装置新設を施工し、車両性能ならびにサービス品質の向上を図ることとなり、1975年（昭和50年）10月に竣功した701系731編成を皮切りに順次改造が施工された。
搭載された冷房装置は101系量産冷房車グループにおいて採用された集中式の三菱電機CU-72Bで、車内天井部に風洞を新設し、補助送風機は従来の扇風機に代わってラインデリアが新設された。また冷房装置搭載に伴って電力使用量が増加することから、モハ701形・モハ801の偶数車に搭載するパンタグラフを従来の1基から2基に増設し、電動発電機も大容量のMG-117A-S（定格出力150kVA）1基に換装され、床下儀装スペースの都合から従来モハ701形・モハ801形の奇数車に搭載された電動空気圧縮機はクハ1701形・クハ1801形の偶数車へ移設された。その他、運転台パネルが101系類似の形状に変更されたほか、客用扉を101系ならびに801系と同様の扉窓固定支持をHゴム方式としたステンレス無塗装扉に交換し、前照灯が白熱灯仕様で落成した車両についてはシールドビーム化が施工され、また制動装置の電磁直通ブレーキ化に伴って電磁自動空気ブレーキ仕様の従来車および未改造編成との併結が不可能となったことから、先頭部の電気連結器カバーを黄色に塗装し、従来車と区分した。
翌1976年（昭和51年）4月に竣功した701編成は、冷房化改造に際して601系の中間電動車モハ601形モハ601・602を編入し、6両固定編成として出場した。これは冷房化・電磁直通ブレーキ化後の701系が、制動方式の異なる従来車はもとより101系とも制御回路の相違から併結運転が不可能であったことから、当時の基本編成であった6両編成を701系単独で組成するために実施されたものである。編入されたモハ601・602はモハ701形モハ701-1・701-2とハイフンで区切った新たな車番が付与され、編成内の池袋・本川越寄りに組み込まれた。同2両については元来701系に属する車両と同一内容の改造が施工されたが、側面窓配置は原形のままであったことから、側窓2枚を1組としてユニット窓風の見付とした外観が特徴であった。また、6両編成化に伴って補助機器の構成が一部変更となり、奇数電動車に搭載する電動発電機がMG-114A-S（定格出力120kVA）1基に変更されたほか、電動空気圧縮機をクハ1701形奇数車にも1両当たり2基搭載した。701編成に次いで703・705編成についても601系の中間電動車モハ601形モハ603 - 606を編入して6両編成化が実施された。また、1976年（昭和51年）8月に竣功した703編成より、車体塗装がレモンイエロー1色塗りに改められ、ディープラズベリーとトニーベージュの2色塗り（「赤電」塗装）のまま竣功した編成についても順次塗装変更が実施された。
6両編成化 編成替え一覧（その1）
| \| \| ← 飯能・西武新宿 \| \| \| \| \| \| \| 701編成 \| 1701 \| 701 \| 702 \| 701-1 (601) \| 701-2 (602) \| 1702 \| \| 703編成 \| 1703 \| 703 \| 704 \| 701-3 (603) \| 701-4 (604) \| 1703 \| \| 705編成 \| 1705 \| 705 \| 706 \| 701-5 (605) \| 701-6 (606) \| 1706 \| |                  |     |     |             |             |      |
| | ← 飯能・西武新宿 |     |     |             |             |      |
| 701編成 | 1701             | 701 | 702 | 701-1 (601) | 701-2 (602) | 1702 |
| 703編成 | 1703             | 703 | 704 | 701-3 (603) | 701-4 (604) | 1703 |
| 705編成 | 1705             | 705 | 706 | 701-5 (605) | 701-6 (606) | 1706 |

- 601系601 - 605編成を編成解除、モハ601 - 606を転用[2][32]
- クハ1601 - 1606は他形式の制御車へ転用、クハ1651形1657 - 1662と改称・改番[32]

1978年（昭和53年）1月より801系の冷房化改造も開始され、801・803編成が同年3月までに竣功した。改造内容は701系の4両編成に施工されたものに準じているが、電動空気圧縮機がAK3からHB-2000CB（定格吐出量2,130L/min）に換装されたほか、既に交換が実施されていた客用扉についてはそのままとされた。電動空気圧縮機のHB-2000CBへの換装については、同時期に落成した701系にも踏襲された。
1980年（昭和55年）4月に竣功した757編成より、車内座席袖仕切りが2000系電車と同形状の荷棚一体形状タイプに改良され、客用扉の窓固定支持方式がHゴム式から新101系同様の金属枠式に改められた。また、703編成以来中断されていた6両編成化も1981年（昭和56年）3月竣功の707編成が601系607編成の中間電動車モハ607・608を編入して6両編成化されたことを皮切りに、同年6月までに709 - 713編成が601系609 - 613編成の中間電動車モハ609 - 614を1ユニット2両ずつ編入し6両編成として順次竣功した。さらに701系の末尾3編成（791 - 795編成）についても編成を解除し、同編成から捻出した中間電動車モハ791 - 796を785 - 789編成に1ユニット2両ずつ組み込み、6両編成を3編成増備した。この結果余剰となったクハ1791 - 1796については、落成から経年が浅く車体の状態も良好であったことから、冷房化改造および101系列と同等の主要機器を搭載の上で701系・801系の増結用車両として転用されることとなり、新501系クモハ501 - 506と改称・改番された。
6両編成化 編成替え一覧（その2）
|         | ← 飯能・西武新宿 |     |     |              |              |      |
| 707編成 | 1707             | 707 | 708 | 701-7 (607)  | 701-8 (608)  | 1708 |
| 709編成 | 1709             | 709 | 710 | 701-9 (609)  | 701-10 (610) | 1710 |
| 711編成 | 1711             | 711 | 712 | 701-11 (611) | 701-12 (612) | 1712 |
| 713編成 | 1713             | 713 | 714 | 701-13 (613) | 701-14 (614) | 1714 |
| 785編成 | 1785             | 785 | 786 | 701-85 (791) | 701-86 (792) | 1786 |
| 787編成 | 1787             | 787 | 788 | 701-87 (793) | 701-88 (794) | 1788 |
| 789編成 | 1789             | 789 | 790 | 701-89 (795) | 701-90 (796) | 1790 |

|         | ← 飯能・西武新宿 |            |
| 501編成 | 501 (1791)       | 502 (1792) |
| 503編成 | 503 (1793)       | 504 (1794) |
| 505編成 | 505 (1795)       | 506 (1796) |

1982年（昭和57年）4月に竣功した723編成より、電動発電機が電力入力側・出力側ともに従来の直流電動機に代わり三相同期電動機を用いて整流子（ブラシ）を廃したブラシレスMG (BLMG) であるHG-77445-01R（定格出力140kVA）に改良され、同年12月に竣功した747編成をもって701系全編成の冷房化・電磁直通ブレーキ化改造が完了した。
801系の冷房化・電磁直通ブレーキ化改造は1978年（昭和53年）3月に竣功した803編成以来中断されていたが、701系の改造が完了したことを受けて1983年（昭和58年）1月より改造が再開された。電動発電機のブラシレスMG (BLMG) 化・車内座席袖仕切り形状の変更などといった改良点は701系の最終年度改造車の仕様に準じているが、客用扉の交換は801・803編成と同様に実施されていない。同年3月に竣功した809編成を最後に801系全編成の改造が完了し、701系・801系とも冷房装置搭載・電磁直通ブレーキ仕様で統一された。

### 冷房化改造後の動向

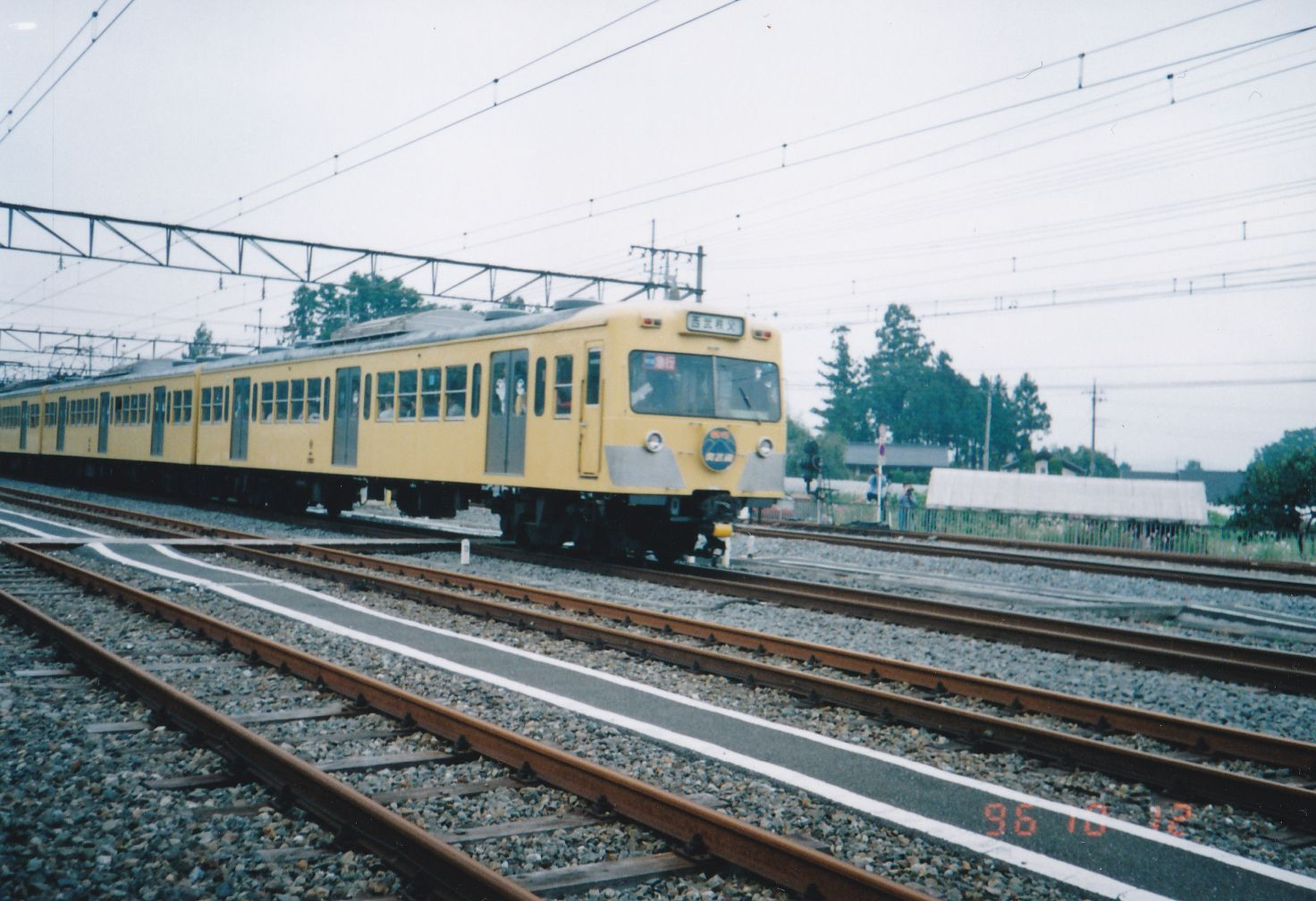
鉄道の日イベントに伴う、701系の「奥武蔵号」臨時運転
（1996年10月、横瀬駅にて）

701系・801系とも当初は池袋線・新宿線両系統に配属されたが、電気ブレーキを搭載しないことから1980年代以降順次新宿線系統へ集約され、同系統における主力車両として運用された。1981年（昭和56年）以降、新101系の一部が制御回路を改造し、701系・801系グループとの併結対応工事を施工の上で新宿線へ配属されたことに伴い、101系列との併結運用が開始されたほか、旧型車の淘汰進捗に伴って701系のうち745・747・757・761・781編成（4両編成5本）に対して、多摩川線対応編成として制動装置に甲種輸送対策改造を施工し、多摩川線に残存した旧型車の代替に充当された。
1980年代後半に至り、701系の初期落成車については新製から25年を経過し各部の老朽化が進行したことに加え、701系・801系とも走行性能上ダイヤ改正に伴う運転速度向上への対応が困難になりつつあったことから、新2000系電車導入に伴う代替が計画され、701系725編成が1988年（昭和63年）3月31日付で廃車となったことを皮切りに淘汰が開始された。
その後は701系・801系とも新2000系ならびに6000系・9000系導入と代替に順次廃車が進行した。多摩川線からはワンマン運転の開始に伴い1995年（平成7年）10月末で営業運転から離脱、1997年（平成9年）2月22日に開催されたさよならイベントに701系781編成が充当されたことを最後に全ての運用を離脱、同月24日付で最後まで残存した701系781編成および801系809編成が除籍された。また同日付で401系（2代）411・417編成も除籍となり、いわゆる「701系列」は全廃となった。

### 新501系改造後の動向
新501系は101系寄りの性能であり、701系・801系グループと性能特性が大きく異なることから、701系・801系との併結運用に際しては、加減速時の前後衝動が生じるなど乗り心地面で問題を抱えていた。一方で性能がほぼ類似していた101系との連結では特に問題はなかったことと、さらに101系列と同一の主要機器について転用計画が策定されたことに伴って1990年（平成2年）1月13日付で3編成とも一斉に除籍され、落成から10年に満たない短期間で形式消滅した。

## 譲渡車両
西武における除籍後の701系・801系は、経年の浅いFS072台車・電動発電機・HB-2000CB電動空気圧縮機など一部の部品を新2000系の新製に際して供出したことから、地方私鉄に譲渡されることなく解体処分された編成が比較的多数を占める。その中においても、一部の車両が上信電鉄（4両）、総武流山電鉄（現・流鉄、10両）、伊豆箱根鉄道（9両）、三岐鉄道（12両）の各社へ譲渡された。譲渡に際しては原形の4両編成もしくは6両編成のままではなく、いずれも制御車の前頭部を中間電動車の妻面に接合する形で2両編成もしくは3両編成に短縮され、制御車の台車については前述の通りFS072台車が西武側において再利用されたことから、大半の車両が解体処分された他編成の中間電動車より発生したFS342台車に換装された上で譲渡された。また801系独自の台車であるFS067台車については、同台車を装着するクハ1801形のうち唯一譲渡対象となったクハ1810（総武流山電鉄クハ22）が譲渡に際してFS072に換装されたため、全数とも廃棄されて現存しない。
その他、一部の解体発生品については前述の通り新2000系の新製に際して転用されたほか、伊豆箱根鉄道・北陸鉄道・西日本鉄道などへ売却された。

### 上信電鉄
1994年（平成6年）7月に801系801編成が、1996年（平成8年）12月に701系755編成がそれぞれ譲渡され、同社150形として竣工した。いずれも譲渡に際しては西武所沢車両工場において中間電動車（モハ801・802およびモハ755・756）の妻面に制御車（クハ1801・1802およびクハ1755・1756）の前頭部を接合する形で2両編成化が施工された。上信電鉄における車番は西武在籍当時とは奇数・偶数の関係が反転し、前者はクモハ154・153（第2編成）として、後者はクモハ156・155（第3編成）として導入された。
なお、150形の第1編成（クモハ151・152）は401系（2代）407編成を譲受したものであり、同形式でありながら種車は異なっていた。
2019年（令和元年）9月までに全車両が営業運転を終了した。

### 総武流山電鉄（現・流鉄）
1994年（平成6年）8月に801系803編成が、西武所沢車両工場において中間電動車モハ803・804の妻面に制御車クハ1803・1804の前頭部を接合する形で2両編成化を施工した上で譲渡され、同社2000形クモハ2001・2002として導入された。同編成は紺色をベースに流山 (Nagareyama) の頭文字「N」を象った白色帯を配した塗装に変更され、「青空」の編成愛称が付与されるとともに前面腰板部へ愛称表示板が新設された。
翌1995年（平成7年）12月には701系745編成が、中間電動車モハ745の妻面に制御車クハ1745の前頭部を接合する形でこちらは3両編成化を施工した上で譲渡され、2000形クモハ2003-モハ2101-クハ21として導入された。同編成の車体塗装はクモハ2001・2002を基本にベース色を茶色に改め、「明星」の編成愛称が付与された。制御車クハ21（元クハ1746）の台車は西武在籍当時同様にFS072を装着する。
さらに1997年（平成9年）3月には701系757編成が、同年11月には801系809編成がそれぞれ譲渡された。757編成については前述クモハ2001・2002（元801系803編成）同様の改造により2両編成化の上でクモハ2005・2006となり、黄色地に黄緑色の帯を配した塗装に変更され「なの花」の編成愛称が付与された。809編成については前述クモハ2003-モハ2101-クハ21（元701系745編成）同様の改造により3両編成化の上でクモハ2004-モハ2102-クハ22となり、水色地に白色帯を配した塗装に変更され「流馬」の編成愛称が付与された。またクハ22（元クハ1810）については前述の通り譲渡に際して台車をFS072に換装した。
計4編成10両が導入された同社2000形であるが、同じく西武から譲渡された5000形電車（元新101系）の導入に伴って2001編成「青空」・2003編成「明星」・2004編成「流馬」の3編成が廃車となり、最後まで残った2005編成「なの花」についても2013年（平成25年）4月28日限りで運用を終了した。

### 伊豆箱根鉄道
1989年（平成元年）8月から翌1990年（平成2年）5月にかけて、701系735・777・783編成の計3編成12両が譲渡された。伊豆箱根鉄道へ譲渡された同3編成については他社への譲渡車両とは異なり原形の4両編成のまま譲渡され、同社大場工場において奇数電動車（モハ735・777・783）の主要機器を奇数制御車（クハ1735・1777・1783）へ移設する形で3両編成化を施工の上、同社1100系として導入された。なお、制御車の台車については大場工場到着後に他編成の解体発生品であるFS342台車を付随台車へ改造したFS342T台車へ換装され、FS072台車は西武側へ返還された。
2009年（平成21年）1月以降、同じく西武から譲渡された新101系を種車とする1300系の導入に伴って順次廃車が進行し、最後まで残存した第1編成（1009編成・元西武783編成）についても2012年（平成24年）6月13日をもって運用から離脱した。

### 三岐鉄道
1989年（平成元年）・1992年（平成4年）・1995年（平成7年）・1997年（平成9年）の4次にわたって、701系779・771・789・781編成の計4編成が譲渡された。西武在籍当時4両編成であった771・779・781編成についてはいずれも中間電動車（モハ771・779・781）の妻面に制御車（クハ1771・1779・1781）の前頭部を接合する形で、6両編成であった789編成については本川越寄りの3両（モハ701-89・モハ701-90・クハ1790）を譲渡することとし、モハ701-89の妻面にクハ1789の前頭部を接合する形で、それぞれ3両編成化が施工された。
初期に竣功した779・771編成については導入に際して制御車の台車をFS342へ換装したが、789編成については逆に電動車を含めた全車の台車をFS372・FS072で統一し、前者は801系（クモハ801形・モハ801形・クハ1801形）801F・803Fに、後者は851系（クモハ851形・モハ881形・クハ1851形）851Fにそれぞれ区分された。さらに最後に導入された781編成については西武在籍当時のまま台車の換装を実施せず導入されたことから、FS072台車を装着する制御車は851系クハ1851形、FS342台車を装着する電動車は801系クモハ801形・モハ801形と、同一編成内に2形式が混在している（編成としての区分は801系805F）。
851Fは2013年（平成25年）に脱線事故でクハ1851を失い、代わりに部品確保用として購入していた元新101系のクハ1238を整備、クハ1881として連結したため、編成の前後で顔が異なっている。
805Fは2018年（平成30年）3月にカラーリングが西武時代の黄色（レモンイエロー）に復元され、803Fも2019年（平成31年）4月に西武時代の赤電塗装に復元された。

### 近江鉄道
701系739編成およびクハ1741・1742の6両と、801系モハ807・808の2両、計8両が譲渡された。これらは鉄道車両として譲渡されたのではなく部品取り目的で売却されたものであり、701系6両については近江鉄道へ到着後車体を解体し、側面外板・客用扉などの構体部品が同社220形電車の新製に際して活用された。またクハ1739 - 1742が装着したFS072台車は車体解体後に西武側へ返還された。801系2両については同じく西武より譲渡された401系（2代）を種車とする700系「あかね号」および800系・820系電車の補修部品確保に用いられた。